# Sojkovec šedohnědý
Sojkovec šedohnědý (Garrulax palliatus) je druh pěvce z čeledi Leiothrichidae, který obývá horské, listnaté, stálezelené lesy Sumatry a Bornea ve výšce od 300 do přibližně 2200 m n. m.

## Popis
Pták velikosti přibližně kosa černého, tj. 25 cm. Zbarvení je nenápadně tmavě šedé s hnědými křídly. Na hlavě vyniká bílý kroužek kolem oka.

## Taxonomie
Sojkovec šedohnědý vytváří dva poddruhy s odlišným geografickým areálem: Garrulax palliatus palliatus, který obývá lesy západní Sumatry, a Garrulax palliatus schistochlamys, jež žije v lesích severního Bornea.

## Ekologie
Stejně jako ostatní sojkovci se sdružuje do menších hejn. Nejčastěji se pohybuje v hustém porostu, který mu skýtá úkryt při hledání potravy na zemi. Potrava je poměrně pestrá, sbírá části rostlin, semena i hmyz. Při sběru hmyzu (a jiných drobných bezobratlých) uplatňuje zajímavou techniku: ťuká zespodu do listu a čeká až kořist spadne na zem.

## Chov
V rámci českých i evropských zoologických zahrad se s ním můžeme setkat v Zoo Praha, která jej jako první v Evropě rozmnožila a jako jediná zoologická zahrada na světě je dokázala rozmnožit opakovaně.